# Campeonato Asiático de Atletismo de 2019 - Lançamento de disco masculino
A prova do lançamento de disco masculino do Campeonato Asiático de Atletismo de 2019 foi disputada no dia 21 de abril de 2019 no Estádio Internacional Khalifa em Doha, no Catar. 

## Recordes
Antes desta competição, os recordes mundiais e do campeonato nesta prova eram os seguintes:
|                       | Nome          | Nacionalidade     | Distância | Local          | Data                |
| --------------------- | ------------- | ----------------- | --------- | -------------- | ------------------- |
| Recorde mundial       | Jürgen Schult | Alemanha Oriental | 74m 08cm  | Neubrandenburg | 6 de junho de 1986  |
| Recorde do campeonato | Ehsan Haddadi | Irão              | 65m 38cm  | Amã            | 27 de julho de 2007 |
| Recorde asiático      | Ehsan Haddadi | Irão              | 69m 32cm  | Tallinn        | 3 de junho de 2008  |

Os seguintes recordes foram estabelecidos durante esta competição:
| Data        | Evento | Atleta       | Nacionalidade | Distância | Notas                 |
| ----------- | ------ | ------------ | ------------- | --------- | --------------------- |
| 21 de abril | Final  | Ehsan Hadadi | Irão          | 65m 95cm  | Recorde do campeonato |

## Medalhistas
| Ouro               | Prata              | Bronze                 |
| Ehsan Hadadi (IRI) | Shiri Behnam (IRI) | Musaeb Al-Momani (JOR) |

## Cronograma
Todos os horários são locais (UTC+3)
| Data        | Hora  | Evento |
| ----------- | ----- | ------ |
| 21 de abril | 19:45 | Final  |

## Resultado final
| Posição           | Atleta                 | Nacionalidade | #1    | #2    | #3    | #4    | #5    | #6    | Resultado | Notas                 |
| ----------------- | ---------------------- | ------------- | ----- | ----- | ----- | ----- | ----- | ----- | --------- | --------------------- |
| Medalha de ouro   | Ehsan Hadadi           | Irão          | 61.87 | 63.05 | 62.41 | 63.30 | x     | 65.95 | 65.95     | Recorde do campeonato |
| Medalha de prata  | Shiri Behnam           | Irão          | 55.33 | 60.89 | x     | 57.69 | 57.15 | 58.78 | 60.89     |                       |
| Medalha de bronze | Musaeb Al-Momani       | Jordânia      | 54.69 | 58.27 | 55.09 | 55.16 | x     | x     | 58.27     | Recorde da temporada  |
| 4                 | Masateru Yugami        | Japão         | 57.29 | 57.90 | x     | 57.48 | 56.93 | 56.69 | 57.90     |                       |
| 5                 | Moaaz Mohamed Ibrahim  | Catar         | 53.54 | 55.98 | 55.56 | x     | 57.44 | x     | 57.44     | Recorde da temporada  |
| 6                 | Ivan Markelov          | Uzbequistão   | x     | 55.80 | 54.19 | 54.94 | 55.16 | 53.51 | 55.80     |                       |
| 7                 | Wei Zidong             | China         | 54.55 | 53.32 | 55.27 | x     | 54.15 | 55.28 | 55.28     | Recorde da temporada  |
| 8                 | Lee Hyun-jae           | Coreia do Sul | 54.01 | 53.18 | 55.23 | 54.80 | 54.11 | 55.16 | 55.23     | Recorde da temporada  |
| 9                 | Mohd Irfan Shamshuddin | Malásia       | 48.75 | 54.76 | 55.18 |       |       |       | 55.18     | Recorde da temporada  |
| 10                | Tan Shen               | China         | x     | x     | 54.69 |       |       |       | 54.69     |                       |
| 11                | Shigeyuki Maisawa      | Japão         | 52.09 | x     | 53.67 |       |       |       | 53.67     |                       |
| 12                | Marwan Medany          | Bahrein       | 50.39 | 50.70 | 50.91 |       |       |       | 50.91     | Recorde da temporada  |
| 13                | Ahmad Saed Al-Haj      | Catar         | x     | x     | 50.62 |       |       |       | 50.62     | Recorde da temporada  |
| 14                | Phan Thanh Bình        | Vietname      | 47.52 | 43.79 | 47.75 |       |       |       | 47.75     |                       |

Legenda
| Recorde mundial       | Recorde mundial (World record)               |                       | Recorde africano                      | Recorde africano (African) |                                           | Q | Classificado por posição (Qualified) |
| Recorde do campeonato | Recorde do campeonato (Championship record)  | Recorde da América    | Recorde da América (Americas)         | q                          | Classificado por melhor tempo (Qualified) |   |                                      |
| Melhor marca do ano   | Melhor marca do ano (World leading)          | Recorde asiático      | Recorde asiático (Asian)              | DNS                        | Não largou (Did not start)                |   |                                      |
| Recorde nacional      | Recorde nacional (National record)           | Recorde europeu       | Recorde europeu (European)            | DNF                        | Não terminou (Did not finish)             |   |                                      |
| Recorde pessoal       | Recorde pessoal do atleta (Personal best)    | Recorde da Oceania    | Recorde da Oceania (Oceania)          | DSQ / DQ                   | Desclassificado (Disqualified)            |   |                                      |
| Recorde da temporada  | Recorde da temporada do atleta (Season best) | Recorde sul-americano | Recorde sul-americano (South America) | NM                         | Sem marca (No mark)                       |   |                                      |